# ホワイトホール (ロンドン)

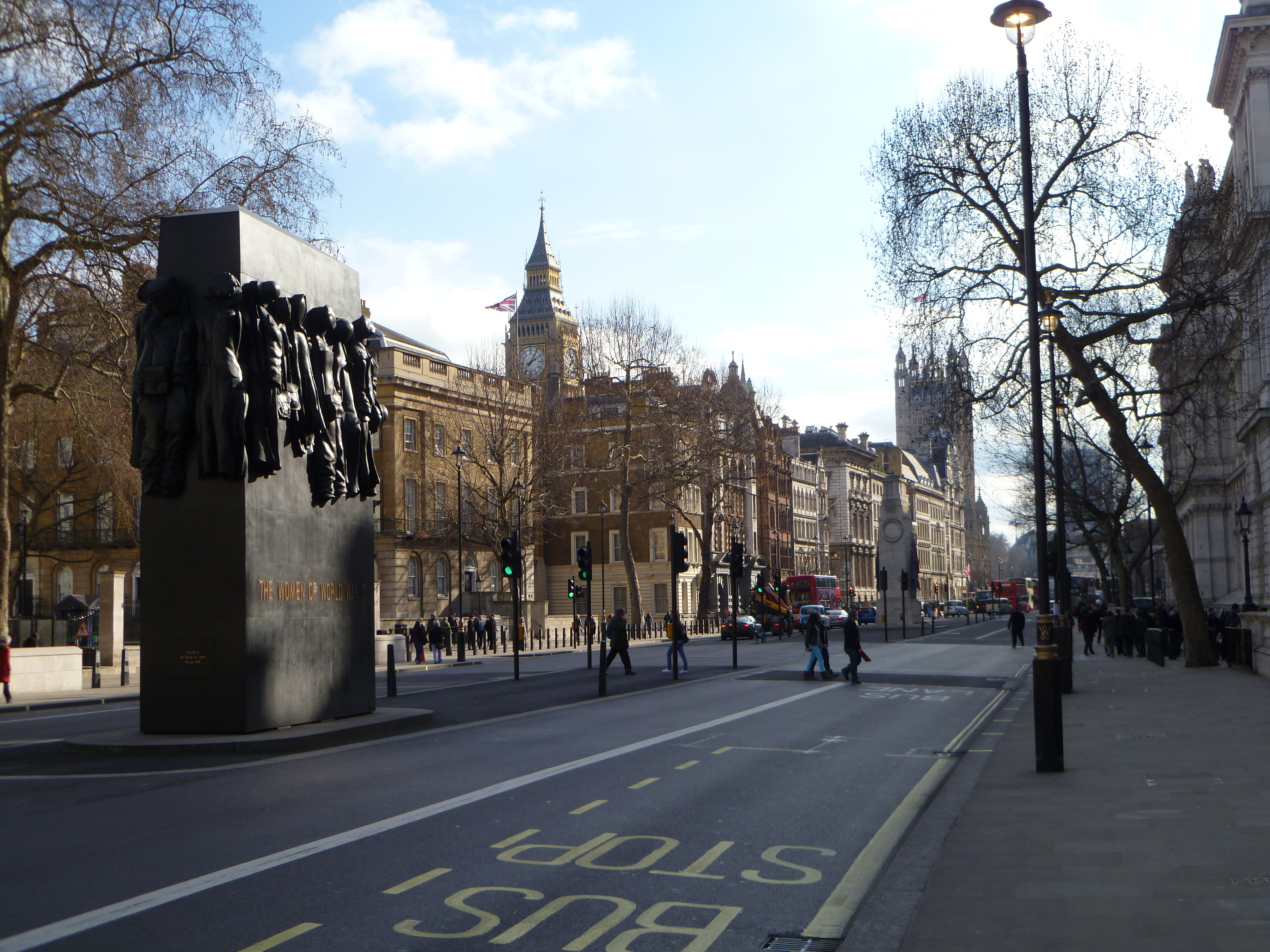
ホワイトホール南方向の眺め。通りの中央にはセノタフ（戦没者追悼碑）と第二次世界大戦女性記念碑、奥にはビッグ・ベンの入る時計塔が見える。(2012年撮影)

ザ・セノタフ

ホワイトホール (Whitehall) は、ロンドンのシティ・オブ・ウェストミンスター内をテムズ川を東にして南北に走る通りである。トラファルガー広場南側のチャリング・クロスから南北に走り、中央官庁、ダウニング街、英議会ウェストミンスター宮殿（パーラメント・スクエア）などが沿道界隈にあり、チェルシーへ至るA級道路3212号線 (A3212)の最初の一部区間を形成する。

## 概要
道沿いにはイギリスの中央省庁や政府機関が数多く立ち並んでおり、イギリス政府の中枢として認識されている。このことから、"ホワイトホール"の名称はこの通り一帯の地名としてだけではなく、暗にイギリスの政府を示すメトニミーとして用いられることもしばしばある。（ちょうど日本の霞が関に類似する。）
通りの名前は、かつて当地を占有していた広大なホワイトホール宮殿からとられているが、宮殿は1698年の火事により全焼して失われた。当初宮殿の正面へと通じていた幅広の道路が現在のホワイトホールとなり、19世紀初頭にはその北端にトラファルガー広場が建設された。厳密には、チャリング・クロスからダウニング街やリッチモンドテラスとの交差点までが本来のホワイトホールであり、それ以南はパーラメント・ストリートであるが、今日ではそのような明確な区別がなされることはほとんどない。通りの全長は1キロメートル (0.62 mi)ほどである。

## 歴史

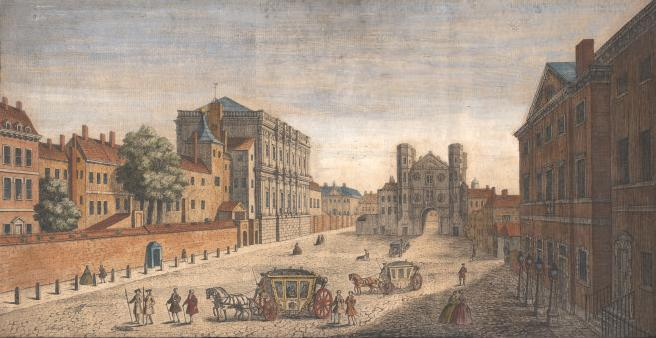
1740年のホワイトホール南方向の眺め。左手にイニゴー・ジョーンズ作のバンケティング・ハウス (1622年竣工) 、右手にウィリアム・ケント作の財務省の建物 (1733-37年) 、中央にホルベイン・ゲート (1532年竣工、1759年破壊) が見える。

本来のパーラメント・ストリートはホワイトホール宮殿の脇を通ってウェストミンスター宮殿へと向かう小さな道路であった。宮殿が焼失し、その跡地が片付けられた際に道路は拡張され、最終的には19世紀に現在の光景が完成した。
1622年にイニゴー・ジョーンズによって完成したバンケティング・ハウスはホワイトホール宮殿で唯一残された部分である。チャールズ1世は1649年1月30日にこの建物の正面に据えられた断頭台において処刑されている。王党派に属する人々は現在でも処刑の日に式典を行なっている。
現在のホワイトホールは英国における政治の中心として機能している。多くの政府官庁がこの周辺に設けられているため、「ホワイトホール」という言葉は日本における「霞ヶ関」と同様に、政府を指す際に用いられる。
通りに面しては国防省、イギリス陸軍委員会、アドミラルティ、ホース・ガーズ（軍ロンドン管区司令部、王立騎兵隊司令部）など軍事関連の官庁が多い。前陸軍総司令官であるケンブリッジ公爵ジョージの騎馬像も置かれている。
ダウニング街は通りの南西から伸びている。1989年からは封鎖され部外者は通れない（10番地つまり首相官邸ごと防護されている）。
ロンドン警視庁の本部であるスコットランドヤードは以前ホワイトホールの北東に位置するグレート・スコットランド・ヤードに置かれており、その名称の由来となった。

## 沿道施設

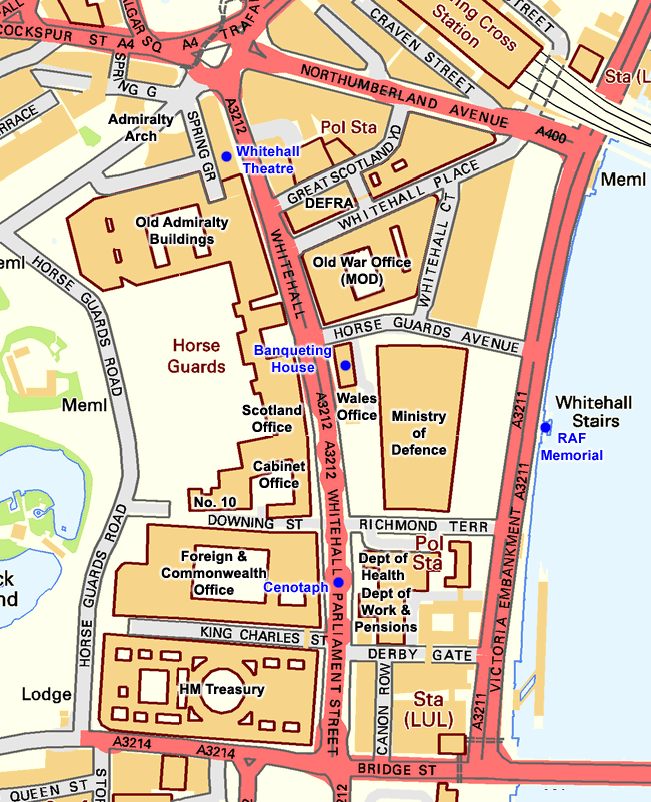
政府関連機関の位置

- バンケティング・ハウス
- セノタフ（第一次世界大戦戦没者記念碑）[1]
- ホワイトホール・シアター

### 政府関連機関
立法
- ウェストミンスター宮殿
- 議会法制局

行政
- 海軍本部
- 環境・食料・農村地域省
- 陸軍省旧館
- ホース・ガーズ（軍ロンドン管区・王室騎兵隊司令部）
- 国防省
- スコットランド庁
- ウェールズ庁
- 内閣府
  - 内閣府ブリーフィングルーム
- 首相官邸
- 保健省
- 労働年金省
- 外務・英連邦省
- 財務省および歳入税関庁
- ロンドン警視庁 - ホワイトホールに接続するグレート・スコットランドヤードが通称名"スコットランドヤード"の由来。ホワイトホールを南に進むと、警察上位機関の内務省のほか、テムズ・ハウスにMI5などがある。

司法
- 連合王国最高裁判所

## ギャラリー

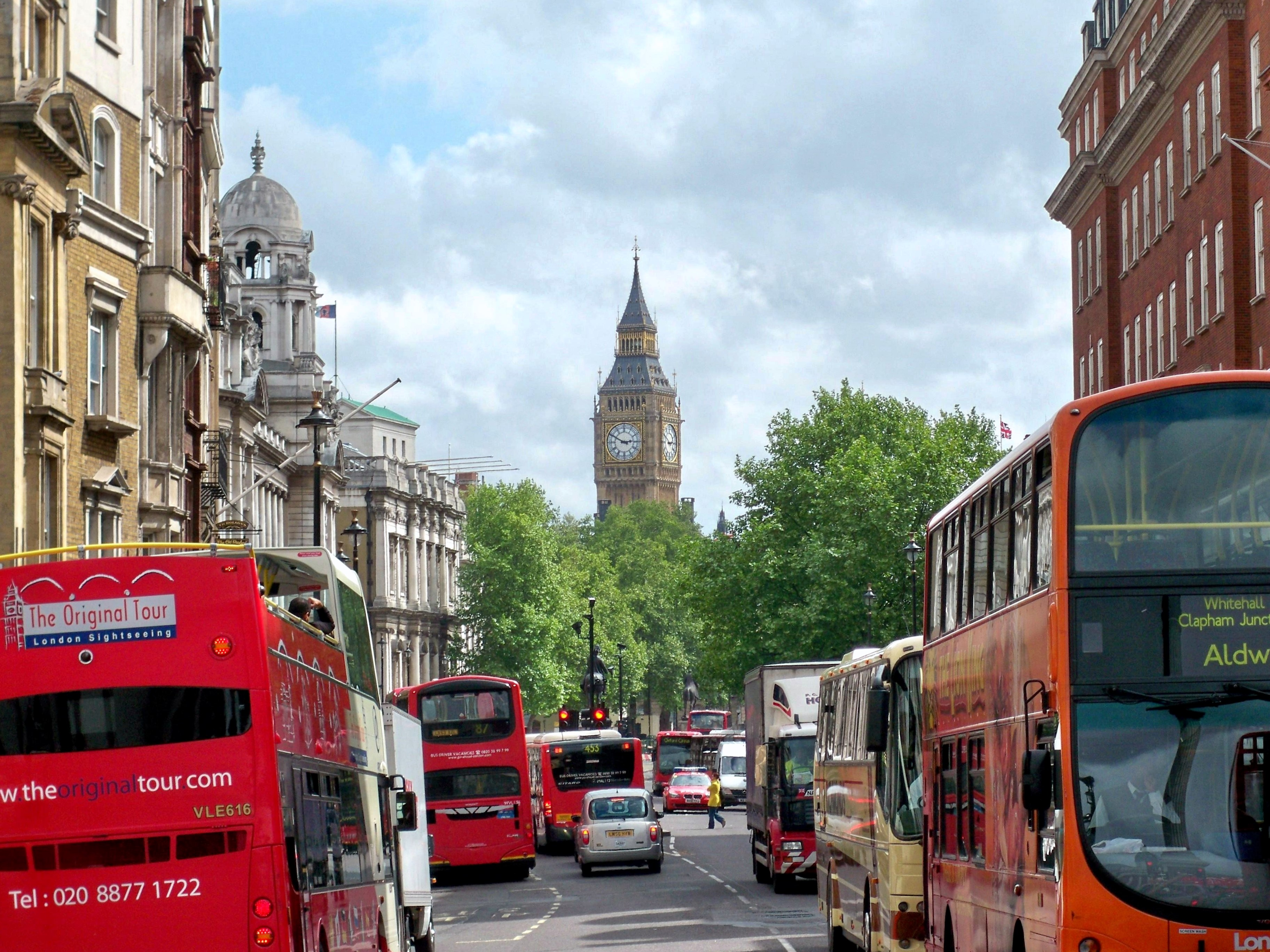
ホワイトホールでの渋滞風景（トラファルガー広場から撮影）
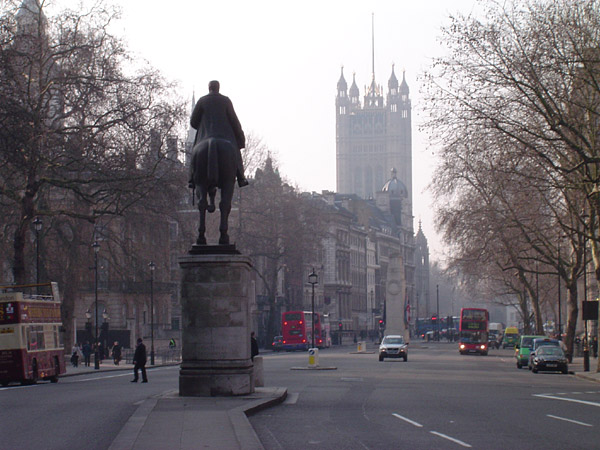
ホワイトホールを南方向に見渡す。ウェストミンスター宮殿のヴィクトリア・タワーが見える。
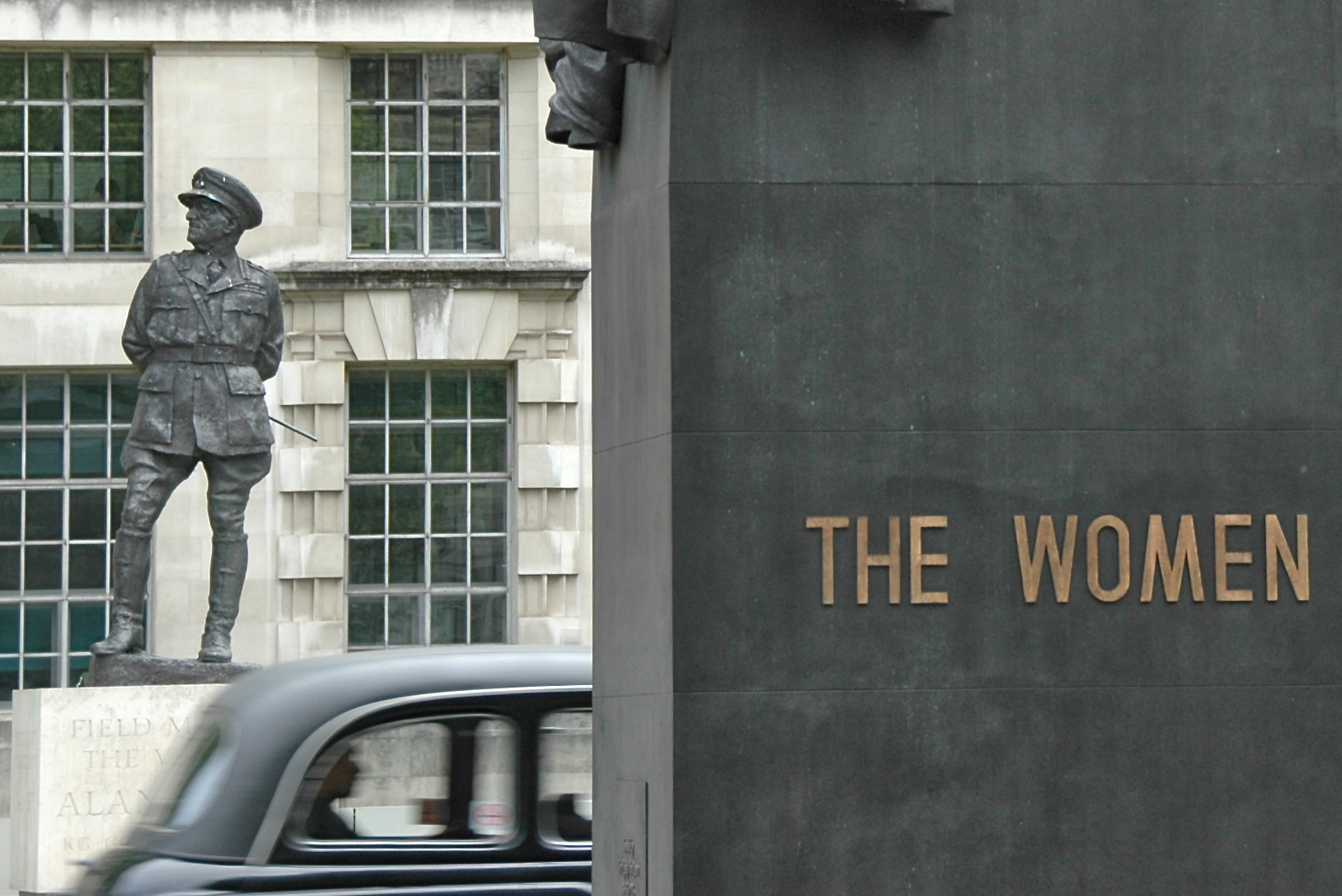
ホワイトホールの有名な2つのメモリアルの間を通るタクシー
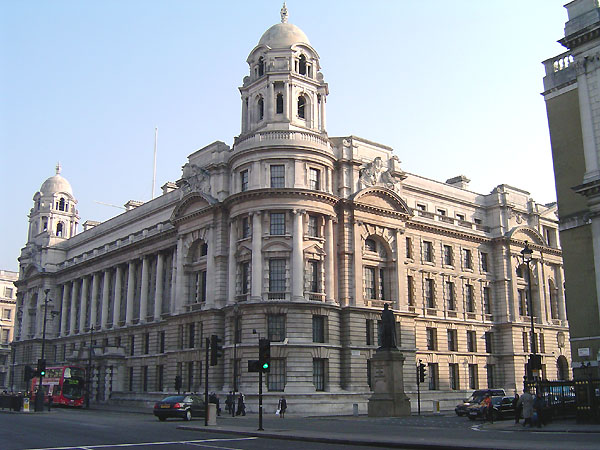
旧陸軍省
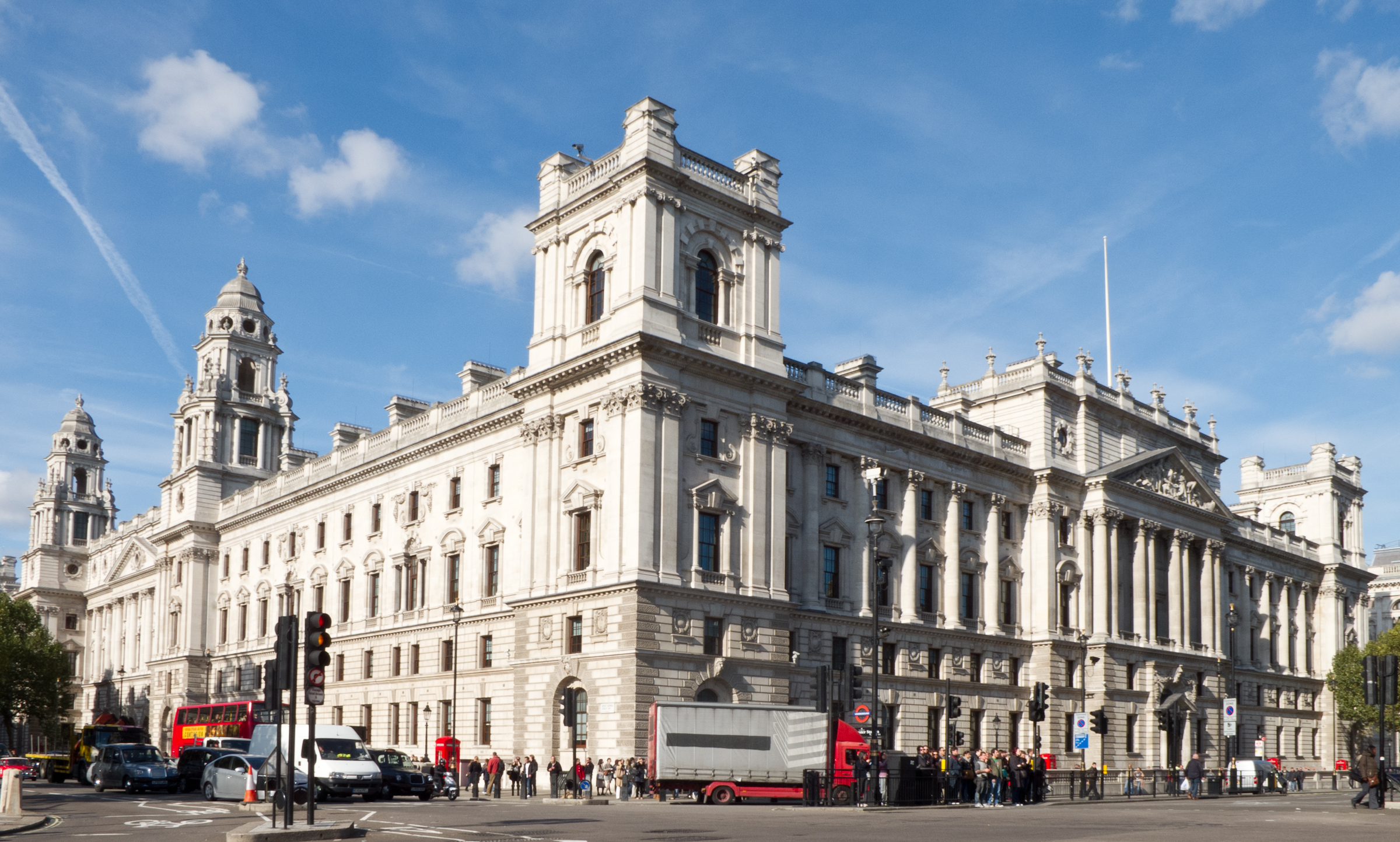
パーラメント・ストリートに面する財務省
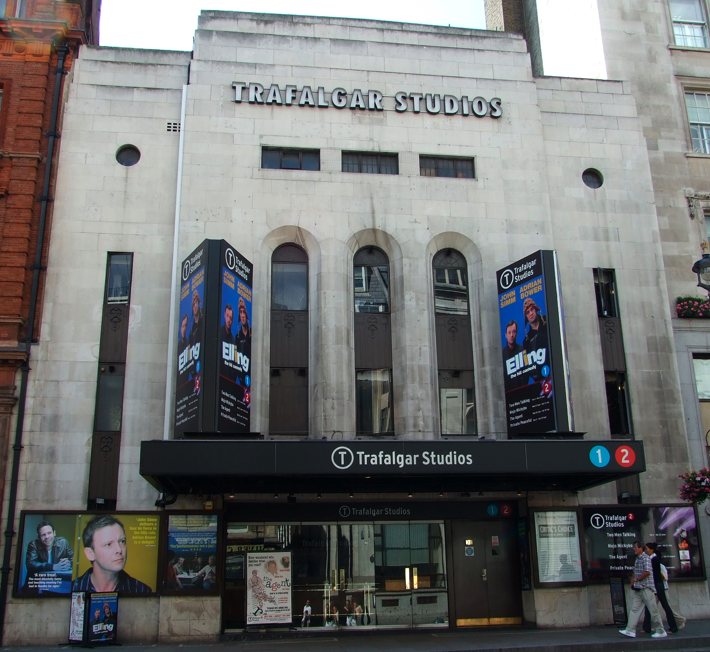
トラファルガー・スタジオ（旧ホワイトホール・シアター）
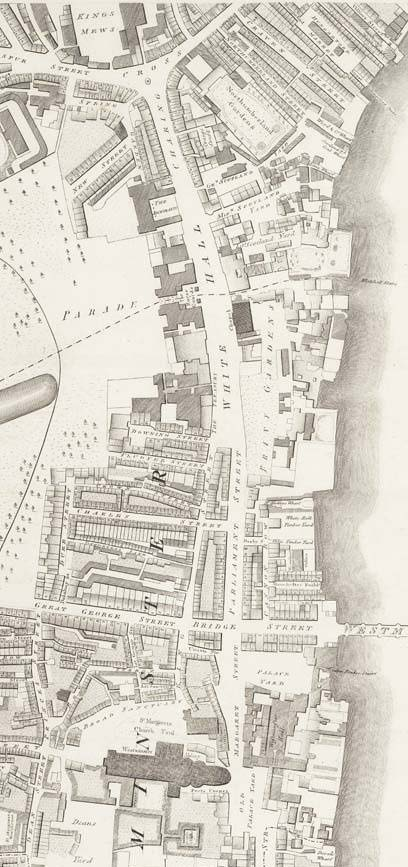
1799年のホワイトホール。現在政府の建物が立ち並ぶ地区にはテラス付きの家屋が見える。道幅はその後拡張された。
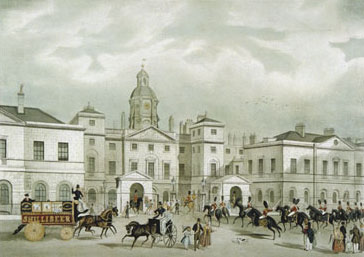
ホワイトホールから望むホース・ガーズ（1836年）